# L’Espluga de Francolí
L’Espluga de Francolí település Spanyolországban, Tarragona tartományban. L’Espluga de Francolí Vallbona de les Monges, Blancafort, Montblanc, Vimbodí, Fulleda, Senan és Rojals községekkel határos. Lakosainak száma 3817 fő (2024).

## Népesség
A település népessége az elmúlt években az alábbi módon változott:
| Lakosok száma | 663  | 3964 | 3255 | 2912 | 3733 | 3687 | 3982 | 3836 | 3755 | 3817 |
|               | 1717 | 1887 | 1936 | 1960 | 1986 | 2004 | 2009 | 2014 | 2019 | 2024 |